# Hermya cristata
Hermya cristata là một loài ruồi trong họ Tachinidae.